# Porky's Prize Pony
Porky's Prize Pony est un cartoon, réalisé par Chuck Jones et sorti en 1941, qui met en scène Porky Pig.